# Спрітцґебак

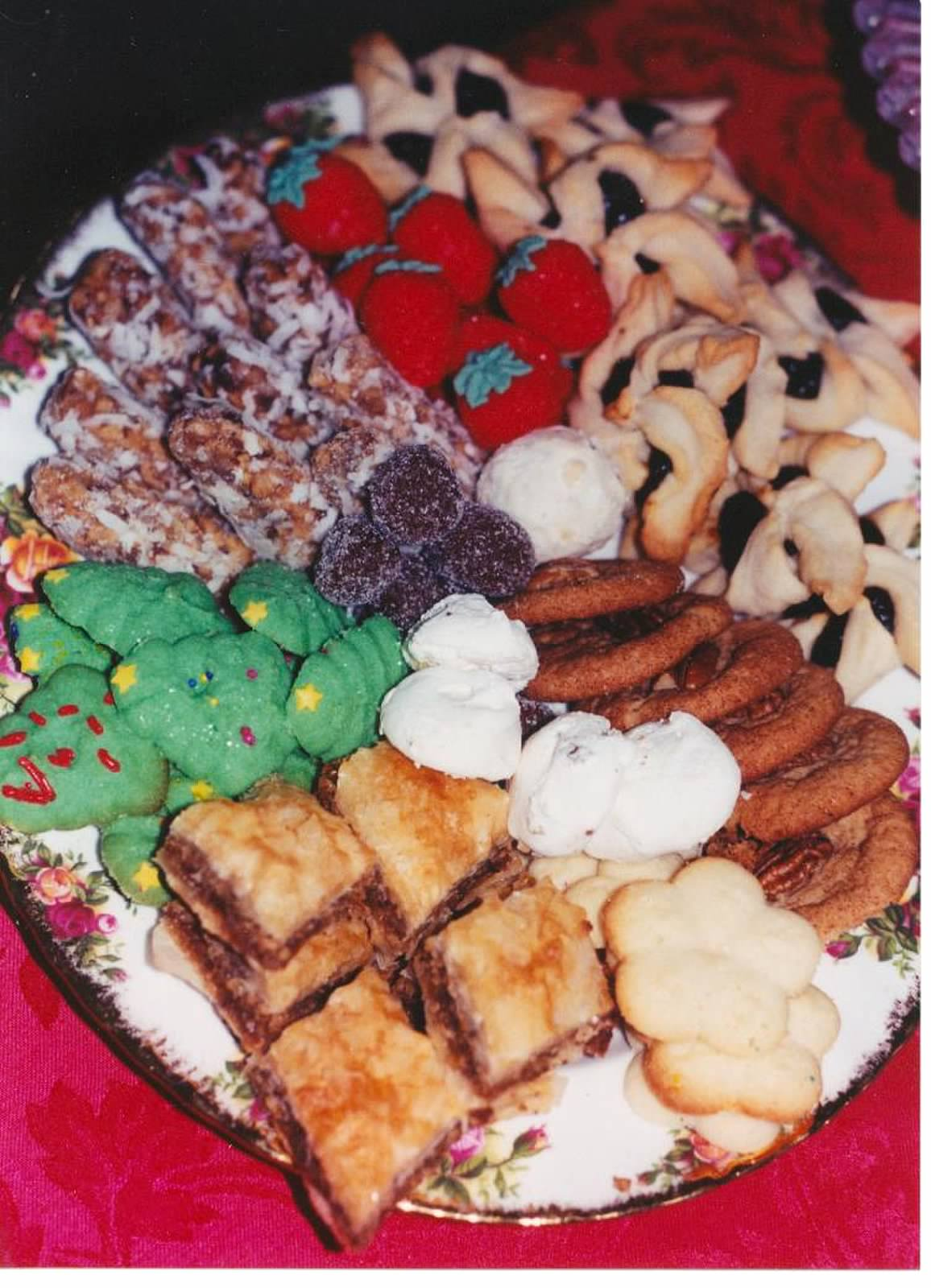
Традиційна святкова тарілка з печивом із зеленим бризком у формі дерева

Спрітцґебак — різновид німецького та ельзасько-мозелланського різдвяного печива або різдвяного печива з борошна, масла, цукру та яєць. При правильному приготуванні печиво виходить хрустким, крихким, дещо сухим і маслянистим. Німецьке дієслово spritzen українською означає бризкати. Як випливає з назви, це печиво готується шляхом екструдування, або «шприцювання», тіста за допомогою преса з візерунчастими отворами (прес для печива) або за допомогою декоратора для тортів чи кондитерського мішка, до якого можна приєднати різноманітні насадки. У Сполучених Штатах назву спрітцґебак часто скорочують до спрітц, що стає відомим як печиво спрітц.
Спрітцґебак — поширена випічка в Німеччині, яку часто подають під час різдвяного сезону, коли батьки зазвичай проводять після обіду випікання зі своїми дітьми протягом одного-двох тижнів. Традиційно батьки випікають Spritzgebäck за власними особливими рецептами, які вони передають своїм дітям.